# Seznam písní Františka Krištofa Veselého
Toto je seznam písňové tvorby, kterou nazpíval František Krištof Veselý.

## Seznam
poz. * píseň - duet - (autor hudby/autor textu písně)
(h:/t:) - doposud nezjištěný autor hudby nebo textu
- (na doplnění)

## A
- Abdulach - (Gejza Dusík / Otto Kaušitz) - fox
- Adam a Eva - (Gejza Dusík / Pavol Braxatoris)
- Aj keď pukneš, milý kamarát - (h: /t: )
- Anča, Anča - (ľudová / Stranský)
- Anička - (Hollý / Hollý)
- Až naše šťastie odletí - (Gejza Dusík / Otto Kaušitz)
- Až príde máj - (Borovan, Klas / Šandorfi)
- Až sa domov z vojny vrátim - (Fleischmann / Elen)
- Až ti bude ľúto - (Tibor Lengyel / Otto Kaušitz)

## B
- Biele margaréty - (Pavol Čády / Pavol Čády) - tango
- Bez lásky - (Tibor Lengyel / Tibor Lengyel)
- Buď len mojou kamarátkou - (Gejza Dusík / Pavol Braxatoris)
- Býval som s tých - (Viliam Kostka / Ebringer)

## C
- Celý svet je naruby - (Schneider / Števo Lukátš)
- Celý svet sa mračí - (Pavol Čády / Pavol Čády)
- Cesta domov - (Róbert Hrebenár / Róbert Hrebenár)
- Cigáňa rád počúvam - (Dušan Pálka / Dušan Pálka)
- Cigáni hrajte - (Grossmann / Jelenová)

## Č
- Čakám ťa, čakám - (Viliam Kostka / Otto Kaušitz)
- Čo by som dal za to - (Ernest Genersich / Otto Kaušitz)
- Čo sa mi môže stať - (Gejza Dusík / Pavol Braxatoris) - tango
- Čo srdce nečušíš - (Róbert Hrebenár / Róbert Hrebenár)

## D
- Dedinka ty milá - - (Gejza Dusík / Otto Kaušitz)
- Dedinka v údolí - - (Gejza Dusík / Otto Kaušitz)
- Dievča ako kalendár - (Schram / Róbert Hrebenár)
- Dievča, hviezdičky máš v očiach - (Tibor Lengyel / Marko)
- Dievčatko nemaľuj si pery - (h: /t: )
- Dievča, smutné oči máš - (Štebilský, Válka / Roch)
- Dievčatko až - (Pavol Čády / Pavol Čády)
- Dievčina, dievčina - (Karol Valečka / Ebringer)
- Dínom, dánom - (Pihík / Pihík)
- Dnes až do rána - (Ernest Genersich, Mottl / Zariacky)
- Dnes mám malé randevu - (h: / t: )
- Dnes mám prvé randevú - (Teodor Šebo Martinský / Teodor Šebo Martinský) - pomalý fox
- Dnes si ešte mojou - (Gejza Dusík / Otto Kaušitz)
- Dnes večer Marienka - (Hlíza / Hlíza)
- Docela tiše - (Dubský / Dubský)
- Do kolečka, do kola - (Pihík / Pihík)
- Do rána hraj cigáň (Staub / Repčák)
- Dve oči neverné - (Gejza Dusík / Pavol Braxatoris) - tango
- Domov - (Štebilský / Marko)
- Do zajtra čakaj - (Karol Elbert / Otto Kaušitz) - tango

## E
- Ej, Anička - (Staub / Staub)
- Ej horička zelená - (Janko Pelikán / Jarko Elen)

## F
- Frajerôčka - (Tibor Lengyel / Otto Kaušitz)

## G
- Gitary spievajú - (Funk / Otto Kaušitz)

## H
- Hana, Hana - (Sládek / Ostrožlík a Jarko Elen)
- Hanka - (Aberle / Aberle)
- Haló, dobrý večer slečna - (Štefan Winkler / Štefan Winkler) - Swing fox
- Hej chlapci spod tatier - (h: /t:)
- Hej Katka - (Bitto / Trefný)
- Hoc som malý gazda - (Kováčik / Válka)
- Hraj cigáň - (h: /t: )
- Husári, husári - (Viliam Kostka / Ľubomír Kupčok)
- Hviezda z Ria - (Tibor Lengyel / Berger a Róbert Hrebenár)
- Hviezdy z domova - (Bochman / Otto Kaušitz)

## Ch
- Charašo - (Tibor Lengyel / Tibor Lengyel)
- Chteľ bych se vrátit spět - (Josef Stelibský a Karel Melíšek / Jarka Mottl)

## I
- Indiánska pieseň lásky - (Rudolf Friml / Rudolf Friml)

## J
- Jaj, Anička, ty sa nevydáš - (Pihík / Matuška)
- Ja budem len pešiak - (Gejza Dusík / Pavol Čády)
- Ja by som ti chcel spievať tango - (Frank Zemplinský / Marko)
- Jaj Zuzka, Zuzička - (Josef Stelibský / Ľudovít Válka a J.Roch)
- Jarná túžba - (Chrašťuha / Homolová)
- Ja sa nesmiem na dievčatko dívať - (Frank Zemplinský / Boris Boča)
- Ja sa neviem nikdy hnevať - (Ernst Scneider / Števo Lukátš) - Swing fox
- Ja sa nedám od Teba už za nos vodiť - (Gejza Dusík / Pavol Braxatoris) - Slow fox
- Ja si nikdy starosti nerobím - (Modrý / Žáková)
- Ja som optimista - (Gejza Dusík / Pavol Braxatoris) - fox
- Ja som veselý - (Tibor Lengyel / Marko)
- Ja viem všetko - (Frank Zemplínsky / Števo Lukátš) - Swing fox
- Ja vám chcem vravieť rád ťa mám - (Schidt, Gentner / Róbert Hrebenár)
- Ja vodku rád pijem - (Frank Zemplinský / Boris Boča)
- Jedinú na šírom svete - (Gejza Dusík / Otto Kaušitz)
- Jedným prúdom - (Gejza Dusík / t: )
- Jel cowboy šírou stepí - (L. Newman, A. Quenzer / František Kudrna)
- Je ještě mnoho dní - (Josef Stelibský / Karel Melíšek a Jarka Mottl)
- Jen pro nás hvězdy září - (Josef Stelibský / Josef Stelibský)

## K
- Kač- kač- kačena - (Emil Šamko / Emil Šamko)
- Kamarádi, kamarádi - (Macj/Kudrna)
- Kamaráti na stráž - (h: /t: )
- Kamarát musíš sa ženiť - (Dubovský / Dubovský)
- Katarína, Katka - (Viliam Kostka / Jarko Elen)
- Každá kasáreň je jak lekáreň - (Gejza Dusík / Pavol Čády)
- Každý měl rád pohádky - (Josef Stelibský / Karel Melíšek)
- Keby som sa nebál - (Gejza Dusík / Pavol Braxatoris) - foxtrot
- Keď rytmus volá - (Gejza Dusík / Pavol Braxatoris)
- Keď sa raz zídeme - (Tibor Lengyel / Trefný)
- Klobúk prvého milovníka (1976) - Helena Vondráčková a František Krištof Veselý - (Braňo Hronec / Kamil Peteraj)
- K oltáru až pôjdeme - (Jozef Hlíza / Otto Kaušitz)
- Keď harmonika tíško znie - (Gejza Dusík / Pavol Braxatoris) - tango
- Keď rozkvitne nový máj - (Gejza Dusík / Pavol Braxatoris)
- Keď štrngnem - (Wich/Wich)
- Kolja od Kyjeva vojak - (ľudová, upr. Grossmann / Voldan)
- Koza vousatá - (Červený / Razov)
- Kráčam v rytme - (h: /t: )
- Krásna - (h: /t: )
- Krásna seňorita - (Pavol Čády / Pavol Čády)
- Krásna si - (Karol Elbert / Otto Kaušitz)
- Kto je rád veselý - (Gejza Dusík / Pavol Braxatoris)

## L
- Lacný Jožko - (Pelikán / Pelikán) - foxtrot
- Láska brány otevíra - (Josef Stelibský a Jarka Mottl / Neuberg)
- Láska mi nedá pokoja - (Kováč / Petrovský)
- Láska na čierno - (h: /t: )
- Láska okolo blúdi - (Gejza Dusík / Pavol Braxatoris)
- Lebo tu, lebo tam - (Gejza Dusík / Pavol Braxatoris)
- Len bez ženy - (Gejza Dusík / Pavol Čády) - fox
- Len tak na pár minút - (Borovan / Ebringer)
- Lipa košatá - (Róbert Hrebenár / Róbert Hrebenár)
- Len túto noc mi daj - (Hanockij / Izotuško)

## Ľ
- Ľúbim vás - (Gejza Dusík / J. E. Devínsky)

## M
- Malý inzerát - (Knechtsberger / Trnavský)
- Mamička - (Tibor Lengyel / Válka)
- Mám ja klavír - (Gejza Dusík / Pavol Braxatoris)
- Mám jedno dievča - (h: /t: )
- Mám rád dievča švárne - (Eduard / Marko)
- Mám to ja smolu - (Ernest Genersich / Otto Kaušitz)
- Mária, Mariana - (h: /t: ) - tango
- Matkina pieseň - (Schoffer / Hornadský)
- Melódie z operety Modrá ruža - (Gejza Dusík / Pavol Braxatoris)
- Milá moja - (h: /t: )
- Milujem Hanku - (Anna Ivanová / Anna Ivanová) - foxtrot
- Miluška moja - (Aladár (Ali) Baláž / J. E. Devínsky) - tango
- Mne sa každé dievča páči - František Krištof Veselý - (Karol Elbert Otto Kaušitz) - fox
- Modrá ruža - (Gejza Dusík / Pavol Braxatoris)
- Môžeš byť jak cukrík sladká - (Gejza Dusík / Otto Kaušitz)

## N
- Na brehu Ganga - (Slezák / Otto Kaušitz)
- Na dunajskom nábreží - (Jožo Borovan / Otto Kaušitz)
- Najkrajšia hviezdička - (Gejza Dusík / Pavol Čády)
- Najkrajšie očičká - (Tibor Lengyel / Ľudovít Válka a Otto Kaušitz)
- Najkrajší valčík - (Mohjez / Ebringer)
- Nám zasvietila hviezda - (Karol Elbert / Ebringer)
- Na našej svadbe - (Kováč / Petrovský)
- Nálada to nie je náhoda - (Július Móži / Boris Boča)
- Na stráži pod hviezdami - (h: /t: )
- Nebudem už ďalej mládencom - (h: /t: )
- Nečakaj ma už nikdy - (Zdeněk Cón / Otto Kaušitz) - tango
- Nech pieseň sladká znie - (Gejza Dusík / Pavol Braxatoris)
- Nemáš už viacej lásky pre mňa - (Winkler / Winkler)
- Nemysli si, nemysli - (h: /t: )
- Nerob si starosti Miško - (Viliam Kostka / Jarko Elen)
- Nesmelý kabalero - (Polák / Trefný)
- Nesmúť za mnou - (Kováčik / Válka)
- Neviem ťa viacej mať rád - (Betka / Števo Lukatš)
- Nezabudni - (Maroš / Štrba)
- Než to viem - (Peierberger / Peierberger)
- Nič od vás nežiadam - (Dubovský / Dubovský)
- Nie som ja ešte tak starý - (Gejza Dusík / Otto Kaušitz)

## O
- O, Rosemarie - (h: /t: )

## P
- Padá rosička - (Pavol Čády / Pavol Čády)
- Pavúk - (Šálek / Suchovský)
- Pieseň o mamičke - (Klocháň / Klocháň)
- Písala mi moja milá z Ružomberku list - (Pavol Čády / Pavol Čády)
- Pilo by sa pilo - (Schgramm / Ľubomír Kupčok)
- Poďže dievča tancovať - (Peierberger / Pelikán)
- Pojedeme dnes - (h: /t: )
- Polibek za mřižemi - (Josef Stelibský a Karel Melíšek / Neuberg)
- Podaj mi rúčku - (Gejza Dusík / Otto Kaušitz)
- Poprosme hviezdičku - (Červený / Razov)
- Poprosme hviezdy - - (Gejza Dusík / Otto Kaušitz) - tango
- Po prvom objatí - (Frank Zemplinský / Boris Boča)
- Pôjdeme dnes - (Ernest Genersich / Ijja Jozef Marko) - fox
- Prečo sa máme rozísť - (Dušan Pálka / Dušan Pálka) - tango
- Prečo sa ma nikto neopýta - (Tibor Lengyel / Trefný)
- Prečo tak pozde krásna pani - (Ernest Genersich / Ilja Jozef Marko)
- Prenajmem ti svoje srdce - (Gejza Dusík / Otto Kaušitz)
- Princeznú mám - (Hron / Oravický)
- Prístav krásnych žien - (h: /t: )
- Priznám sa vám - (Róbert Hrebenár / Róbert Hrebenár)
- Pôjdeme dnes - (Ernest Genersich / Ilja Jozef Marko)
- Prídem k tebe - (Marko / Gregor)

## R
- Rád polku mám - (Karol Valečka / Suchovský)
- Rád ťa mám - (Tibor Lengyel / Otto Kaušitz)
- Rio de Janero - (Lukáč / Lukáč)
- Rodný môj kraj - (Gejza Dusík / Pavol Braxatoris)
- Rose Marie - (Rudolf Friml / Rudolf Friml)
- Rozkvitol biely agát - (Gejza Dusík a Trefný / Jarko Elen)
- Rytmus lásky - (h: /t: )

## S
- Saigon - (Gejza Dusík / Pavol Braxatoris) - fox
- Samý úsmev vôkol nás - (h: /t: )
- San Ariano - (Josef Stelibský / Karel Melíšek a Jarka Mottl)
- Sbohom - (Gejza Dusík / J. E. Devinský)
- Sestrička - (Bratia Koštálovci / Bratia Koštálovci)
- Skôr než odídeš - (Frank Zemplinský / Boris Boča) - tango
- Sklamanie - (Ernest Genersich / Ernest Genersich)
- Srdiečko ti z lásky dám - (Pihik / Marko)
- S tebou pod Tatrami - - (Gejza Dusík / Otto Kaušitz)
- Stretnutie - (Pavol Zelenay / Viera Palátová)
- Stupavská krčma (Viliam Kostka / Viliam Kostka a Jarko Elen)
- Svet patrí len vidinám - (Róbert Hrebenár / Róbert Hrebenár)
- Svitá - (Borovan / Pavol Čády)
- Symfónia dvoch sŕdc - (Otto Kaušitz / Otto Kaušitz)

## Š
- Široká cestička - (Gejza Dusík / Pavol Braxatoris)
- Šuhajko - (Tibor Lengyel / Otto Kaušitz)
- Šuhaj vezmi do tanca - (Vojtech Jarušek / Ľubomír Kupčok) - lidový foxtrot

## T
- Tak nekonečne krásna - (Gejza Dusík / Pavol Braxatoris) - tango
- Tak smutno mi je bez teba - (Gejza Dusík / Pavol Braxatoris)
- Tam v dialke za morom - (h: /t: )
- Tá naša Anka - (Petráš / Martinský a Petráš)
- Tatranský expres - (Július Móži / Otto Kaušitz)
- Ten prstienčok zlatý - (Ernest Genersich / Ebringer)
- Ten slow spievam potichu tmou - (Polach / Žalman)
- Trocha vínečka - (Karol Valečka / Vlado Pospíšil)
- Trucuje Mariška - (Gejza Dusík / Ľubomír Kupčok)
- Tú chvíľu najkrajšiu - (Gejza Dusík / Pavol Braxatoris)
- Tulipán - (Karol Valečka / Vlado Pospíšil)
- Tvojich očí sa pýtam - (Jozef Hlíza / Otto Kaušitz) - tango
- Ty sa mi ľúbiš - (Róbert Hrebenár / Róbert Hrebenár)

## Ť
- Ťuk- ťuk - (Pelikán / Pelikán)

## U
- Už dávno čakám - (Otto Kaušitz / Otto Kaušitz)
- Už nikdy viac - (Július Móži / Pavol Čády)
- Už to viem - (Gejza Dusík / Pavol Braxatoris)

## V
- Vám jedine Vám - (Gejza Dusík / Otto Kaušitz)
- Večerná pieseň - (Anna Ivanová / Anna Ivanová)
- Večná mladosť - (Matyasovich / Pavol Braxatoris)
- Verchovina, Verchovina - (Janko Pelikán / Ľubomír Kupčok)
- Vesele si spievam - (Karol Valečka / Suchovský)
- Veselo sa na tento svet pozerám - (Gejza Dusík / Pavol Braxatoris) - foxtrot
- Viem, že mi neuveríš - (Peierberger / Števo Lukatš)
- Vieska pod horami - (Ilnickij / Devinský)
- V lásce vítr vypráví - (Buhne / Kudrna)
- V máji všetky kvietky kvitnú - (Martinský / Chovan)
- V pondelok, v utorok - (Gejza Dusík / Pavol Braxatoris)
- V skalickom hájičku - (Karol Valečka / Vlado Pospíšil)
- Vráť sa mi (Sládek, Ostrožlík / Jarko Elen)
- Vráť sa mi - (Gejza Dusík / Pavol Braxatoris)
- Vrelý bozk a verné srdce - (Maroš / Marko)
- V tajomnom bare - (h: /t: )
- V tom našom horskom parku - (Slezák / Otto Kaušitz)
- Vy krásne Tatry malebné - (Kováčik / Pikulík)

## Z
- Zabudni milý môj - (Schofer / Winkler)
- Zabudni na mňa - (Modrý / Žáková)
- Zlatovláska - (h: /t: )
- Za mnou sa nedívaj - (Genersich / Trefný)
- Zmes z operety Veselá vdova - (Franz Lehár / Štefan Hoza)
- Za niekoľko dní - (Gejza Dusík / Otto Kaušitz)
- Zatancuj si so mnou, holubička - (Gejza Dusík / Otto Kaušitz) - foxtrot
- Za túto noc vám všetko dám - (Schneider / Števo Lukatš)
- Zlatá zornička - (Peierberger / Števo Lukatš)
- Zlatá zornička - (Viliam Kostka a Ľubomír Kupčok / Trefný)

## Ž
- Ženy moje krásne - (Gejza Dusík / Otto Kaušitz)
- Ženy nemožno ignorovať - (František Kováčik / Ľudovít Válka) - foxtrot
- Život bez lásky - (Gejza Dusík / Hudec)
- Život je bíla loď - (Josef Stelibský a Karel Melíšek / Jarka Mottl)

## Podle roku
- 1976
  - Klobúk prvého milovníka - duet s Helenou Vondráčkovou